# Trio B3 Classic
El B3 classic trio és un trio musical integrat per Joan Borràs, clarinet, David Johnstone, violoncel i Joanjo Albinyana, piano, fundat l'any 1992.
Algunes estrenes del trio inclouen obres de John McCabe, García del Valle, Martín Zalba, Rodney Newton (Suite World to the Sea – estrenat all British Music Information Centre de Londres), Pau Anglès, etc. La seva labor musicològica ha donat fruits com la recuperació del trio op. 45 de R. Kahn, reestrenat per B3 Classic a La Fundación Juan Mach de Madrid abans de la seva recent publicació. D'entre els enregistraments efectuats pel grup destaquen diverses transmissions en directe per a RNE, L'enregistrament "B3 Classic Live" inclou una gravació en directe amb obres de Beethoven, Zalba i Vincent d'Indy.

## Discografia
- Autumn - Brahms: Trio for Clarinet, Cello, and Piano, Op. 114 / Bruch: Eight Pieces, Op. 83 (Hybrid, 2010)
- New Chamber Music Discoveries (WM Spain, 2008)